# ميرون بنفينستي
ميرون بنفينستي (بالعبرية: מירון בנבנשתי) (21 أبريل 1934 - 20 سبتمبر 2020) هو عالم سياسة إسرائيلي كان نائباً لرئيس بلدية القدس في عهد تيدي كوليك من عام 1971 إلى 1978، أدار خلالها القدس الشرقية وعمل كمدير تخطيط في القدس. تدرب في البداية على دراسات القرون الوسطى، وقد نشر كتباً وخرائط على فترة الصليبيين في الأرض المقدسة. حصل في وقت لاحق على درجة الدكتوراة في هارفارد في إدارة الصراع. في عام 1984، أسس مشروع قاعدة بيانات الضفة الغربية، وتوثيق التطورات الاجتماعية والاقتصادية والسياسية في الضفة الغربية. منذ عام 1992، كرس وقته للتدريس كمحاضر زائر (جامعة بن غوريون 1994-1998، مدرسة بول ه. نيتز الدراسات الدولية المتقدمة، واشنطن دي سي 1982-2009)، وقد بحث وكتب عن القدس، صراع أيرلندا الشمالية، العلاقات الإسرائيلية الفلسطينية، المشهد الفلسطيني. كان زميلاً في مركز ويلسون في واشنطن العاصمة وزميلاً زائراً في CFIA في جامعة هارفارد وتلقى منحاً بحثية من مؤسسة روكفلر ومؤسسة فورد ومعهد السلام الأمريكي. بين عامي 1991 و2009، كتب عموداً في صحيفة هآرتس، الصحيفة الإسرائيلية الليبرالية الرائدة. كما أنه حاصل على شهادة الدكتوراة من كلية كينيدي في جامعة هارفارد. هو ابن الحاصل على جائزة إسرائيل ديفيد بنفينستي.
لطالما كان منتقداً لسياسات إسرائيل تجاه الفلسطينيين في الضفة الغربية وقطاع غزة، وهو مدافع عن فكرة قيام دولة ثنائية القومية. وفي عام 2004، حذر من أن خطط بناء جدار فاصل هي في الواقع خطط لـ «البانتوستانات» التي ستسجن فعلياً ملايين الفلسطينيين وتفاقم الصراع، بدلاً من حلها كما كان يأمل الكثيرون. وقال: «سيأتي اليوم الذي يدرك فيه المؤمنون بهذا الوهم أن الانفصال هو وسيلة للقمع والسيطرة، ومن ثم سيقومون بالتعبئة لتفكيك جهاز الفصل العنصري». في عام 2012، اقترح أن تكون إسرائيل دولة فصل عنصري «خاطئة، مبسطة وخطيرة»، لكنه قال أيضاً إن الوضع في إسرائيل «لا يقل خطورة». واقترح أن تكون إسرائيل «ديمقراطية هيرينجوك» (ديمقراطية سباق رئيسية) تتصرف فيها إسرائيل كدولة ديمقراطية كاملة ولكن لديها مجموعة من الأقنان (العرب) الذين تعلق الديمقراطية من أجلهم، مما يخلق حالة من «عدم المساواة الشديدة». في المقابلة نفسها، ذكر (ربما بشكل مربك) أن «جدار الفصل: هذا هو الفصل العنصري بحق. الفصل هو العنصرية». وفقاً لبنفينستي، الحل الوحيد هو دمج الفلسطينيين في الدولة بشروط المساواة.

## منشوراته

### كتب (جزء)
- Benvenisti, Meron (1976). The Crusaders in the Holy Land. Jerusalem: Israel Universities Press. مركز المكتبة الرقمية على الإنترنت 1004860416
- Benvenisti, Meron (1976): Jerusalem, the Torn City, University of Minnesota Press, Minneapolis, (ردمك 0-8166-0795-8))
- Benvenisti, Meron (1984): West Bank Data Project: A Survey of Israel's Policies, المعهد الأمريكي لأبحاث السياسة العامة، (ردمك 0-8447-3544-2)
- Benvenisti, Meron (1988): Conflicts and Contradictions, Villard, (ردمك 0-394-53647-9)
- Benvenisti, Meron (1995): Intimate Enemies: Jews and Arabs in a Shared Land University of California Press (ردمك 0-520-08567-1)
- Benvenisti, Meron (1996): City of Stone: The Hidden History of Jerusalem University of California Press (ردمك 0-520-20521-9)
- Benvenisti, Meron (2002): Sacred Landscape: Buried History of the Holy Land Since 1948. University of California Press. (ردمك 0-520-23422-7)
- Benvenisti, Meron (2007): Sons of the Cypresses: Memories, Reflections and Regrets from a Political Life. University of California Press (ردمك 978-0-5202-3825-1)
- Benvenisti, Meron (2012), The Dream of the White Sabra (ردمك 978-9-6507-2031-5) (Hebrew)

### مقالات (جزء)
- Meron Benvenisti (3 يناير 2002). "Either a Zionist or a terrorist". Haaretz. مؤرشف من الأصل في 2015-09-24.
- Meron Benvenisti (17 يناير 2002). "Systematically burying ourselves". Haaretz. مؤرشف من الأصل في 2015-09-24.
- Meron Benvenisti (26 سبتمبر 2002). "The homeland purified of Arabs". Haaretz. مؤرشف من الأصل في 2015-09-24. (about صطاف)
- Meron Benvenisti (10 أكتوبر 2002). "Loving 'the homeland'". Haaretz. مؤرشف من الأصل في 2015-09-24.
- Meron Benvenisti (7 نوفمبر 2002). "The binational option". Haaretz. مؤرشف من الأصل في 2015-09-24.
- Meron Benvenisti (21 نوفمبر 2002). "The never-ending enterprise". Haaretz. مؤرشف من الأصل في 2015-09-24.
- Meron Benvenisti (19 ديسمبر 2002). "A tank under the Christmas tree". Haaretz. مؤرشف من الأصل في 2015-09-24.
- Meron Benvenisti (13 مارس 2003). "Prime minister of what?". Haaretz. مؤرشف من الأصل في 2015-09-24.
- Meron Benvenisti (10 أبريل 2003). "The true test of the imperial pretension". Haaretz. مؤرشف من الأصل في 2015-09-24.
- Meron Benvenisti (24 أبريل 2003). "The capital nobody wants to lead". Haaretz. مؤرشف من الأصل في 2015-09-24.
- Meron Benvenisti (3 يوليو 2003). "The High Court and fear of return". Haaretz. مؤرشف من الأصل في 2015-09-24. (about إقرت)
- Meron Benvenisti (31 يوليو 2003). "When will Israel become a homeland?". Haaretz. مؤرشف من الأصل في 2015-09-24.
- Meron Benvenisti (8 أغسطس 2003). "Cry, the beloved two-state solution (Part 2)". Haaretz. مؤرشف من الأصل في 2008-03-10.
- Meron Benvenisti (28 أغسطس 2003). "A wall against fear". Haaretz. مؤرشف من الأصل في 2015-09-24.
- Meron Benvenisti (6 نوفمبر 2003). "Defensive walls of self-righteousness". Haaretz. مؤرشف من الأصل في 2015-09-24.
- Meron Benvenisti (20 نوفمبر 2003). "Which kind of binational state?". Haaretz. مؤرشف من الأصل في 2015-09-24.
- Meron Benvenisti (26 أبريل 2004). "Bantustan plan for an apartheid Israel". The Guardian. مؤرشف من الأصل في 2019-11-06.
- Meron Benvenisti (9 فبراير 2006). "The hypocrisy of tolerance". Haaretz. مؤرشف من الأصل في 2015-09-24.
- Meron Benvenisti (29 مايو 2008). "A lull of no return". Haaretz. مؤرشف من الأصل في 2015-09-24. (on the possible/probable de facto long-term political division between Gaza and the West Bank and its effects on both Israel and the Palestinians)